# 長野国助
長野 国助（ながの くにすけ　1887年（明治20年）6月11日 – 1971年（昭和46年）4月12日）は、日本の弁護士。第3代日本弁護士連合会会長。

## 略歴
1887年、現在の愛媛県今治市生まれ。1912年、明治大学を卒業。1918年、弁護士登録。1921年、自由法曹団の結成に参加。1952年、第3代日本弁護士連合会会長に就任。1964年、学校法人明治大学理事長に就任。
全国人権擁護委員連合会会長も務めるなど、人権擁護活動においても功績を残す。また、裁判官任命諮問委員会委員、国際弁護士団の首席弁護士、日本国際法律家連絡協会会長、日ソ交流協会理事長、日朝協会会長なども務めた。1971年、死去。83歳。
1958年には日本国際法律家連絡協会の会長として抑留北朝鮮人問題に関して北朝鮮民主法律家協会から書簡を送られたと報じられた。

## 人物
金銭に淡泊だった。率直、果断、ときに激論、人を驚かすことがあったが元来親切の人であった。得意は民事事件。人権事件を多く担当した。